# Hemiceras avangareza
Hemiceras avangareza är en fjärilsart som beskrevs av William Schaus 1912. Hemiceras avangareza ingår i släktet Hemiceras och familjen tandspinnare. Inga underarter finns listade i Catalogue of Life.